# Paropsisterna pictipes
Paropsisterna pictipes es una especie de escarabajo del género Paropsisterna, familia Chrysomelidae. Fue descrita científicamente por Chapuis en 1877.
Habita en Australia.